# Chlorure d'acétyle
Le chlorure d'acétyle ou chlorure d'éthanoyle est un composé organique du groupe des chlorures d'acyle, une sous-famille des halogénures d'acyle. Dérivé de l'acide acétique (acide éthanoïque), sa formule est CH3COCl.

## Propriétés
Le chlorure d'acétyle se présente sous la forme d'un liquide incolore, corrosif et volatil. Il n'existe pas dans la nature, parce qu'il réagit avec l'eau pour former de l'acide acétique et du chlorure d'hydrogène. Manipulé à l'air libre, cette réaction avec la vapeur d'eau ambiante provoque une fumée blanche toxique de chlorure d'hydrogène gazeux et de gouttelettes d'eau.

## Synthèse
Le chlorure d'acétyle est synthétisé à partir d'acide acétique que l'on fait réagir avec du chlorure de thionyle :
CH3COO-H + O=SCl2 → CH3COCl  + SO2 + H-Cl

## Utilisation
On l'utilise comme réactif pour l'acétylation dans la synthèse ou la transformation de composés chimiques, par exemple pour l'estérification (exemple ci-dessous) et la réaction de Friedel-Crafts.
CH3COCl + HO-CH2-CH3  →  CH3-COO-CH2-CH3  +  H-Cl
De telles acylations sont souvent effectuées en présence d'une base comme la pyridine, la triéthylamine ou le DMAP, qui en tant que catalyseur favorise la réaction et en tant que base neutralise l'acide chlorhydrique résultant.